# Oskar Edlund
Oskar Edlund, född 16 november 2002, är en svensk friidrottare med 400 meter häck som specialitet, tävlande för Täby IS.
Oskar Edlund tog brons på 400 meter häck under U23-EM i friidrott i Esbo i Finland på tiden 49,57.
Vid Junior-EM i Tallinn i Estland i juli 2021 sprang Edlund 400 meter häck och kom tvåa med tiden 51,15. Även vid Junior-VM i Nairobi i Kenya följande månad sprang han 400 meter häck. Han var först i mål på tiden 49,20 men diskvalificerades efter att ha grenslat en häck.
Oskar Edlund är student på Texas Tech University sedan hösten 2021 och tävlar där på collegenivå.

## Personliga rekord
| Utomhus - 100 meter – 10,97 (Skara, Sverige 6 juni 2019) - 200 meter – 21,90 (Göteborg, Sverige 30 juni 2019) - 400 meter häck – 48,82 (Waco, USA 11 maj 2024) - Höjdhopp – 1,93 (Sollentuna, Sverige 8 september 2019) | Inomhus - 60 meter – 7,14 (Uppsala, Sverige 8 februari 2020) - 200 meter – 22,06 (Göteborg, Sverige 1 februari 2020) - 400 meter – 46,94 (Lubbock, USA 9 februari 2024) - Längdhopp – 6,82 (Växjö, Sverige 23 februari 2019) |

### Fotnoter
1. 1 2 3 4 5 6 7 8 9  ”Personsida på World Athletics' webbplats” (på engelska). worldathletics.org. https://worldathletics.org/athletes/sweden/oskar-edlund-14882511. Läst 25 augusti 2021.
2. ↑  ”Resultat: Friidrotts-SM, Uppsala 14‐16.8.20”. friidrottsstatistik.se. https://www.friidrottsstatistik.se/resultsswe.php?CID=12968582&Season=2020. Läst 1 september 2020.
3. ↑  ”Resultat: Friidrotts-SM, Karlstad 31.7‐3.8.25”. friidrottsstatistik.se. https://www.friidrottsstatistik.se/resultsswe.php?CID=13110713&Season=2025. Läst 1 augusti 2025.
4. ↑  ”European Athletics U20 Championships 15–18 JUL 2021” (på engelska). european-athletics.com. https://european-athletics.com/historical-data/calendar-results/7147608. Läst 27 augusti 2021.
5. ↑  ”World Athletics U20 Championships Nairobi (KEN) 18–22 AUG 2021” (på engelska). worldathletics.org. https://worldathletics.org/competition/calendar-results/results/7136587. Läst 27 augusti 2021.